# ACK scan
L'ACK scan è un tipo di port scanning il cui scopo è scoprire quali porte sono aperte e quali filtrate su un firewall che si interpone tra la sorgente della scansione e il target. Il risultato di questa scansione non è "porta aperta" o "porta chiusa", bensì "porta filtrata" o "porta non filtrata".
Per effettuare la scansione si invia un pacchetto TCP con il bit ACK attivo. Se il firewall blocca il pacchetto, la sorgente allo scadere di un timeout deduce che la porta è filtrata. Se il firewall lascia passare il pacchetto esso raggiunge il target, che non avendo una sessione TCP attiva, risponderà con un pacchetto con bit RST attivo. In questo caso si deduce che la porta non è filtrata. Se si è in presenza di un firewall stateful (cioè un firewall che tiene traccia delle sessioni attive) la scansione non avrà mai successo in quanto il pacchetto di test risulta fuori sequenza e quindi viene bloccato.

## Altri tipi di scan
- TCP connect scan
- SYN scan
- NULL scan
- FIN scan
- XMAS scan
- idle scan
- IP protocol scan